# SimCity
SimCity — відеогра, випущена компанією Maxis 3 жовтня 1989 року. Гра стала першим містобудівним симулятором. Гравець виступає в ролі мера: збирає податки, будує будинки, прокладає комунікації. та багато іншого. 
Відеогра здобула велику популярність й, згодом, було випущено багато сиквелів: SimCity 2000 (1994), SimCity 3000 (1999), SimCity 4 (2003), SimCity 4: Rush Hour (2003), SimCity Societies (2007), SimCity (2013) а також велику кількість доповнень та розширень.

## Ігровий процес

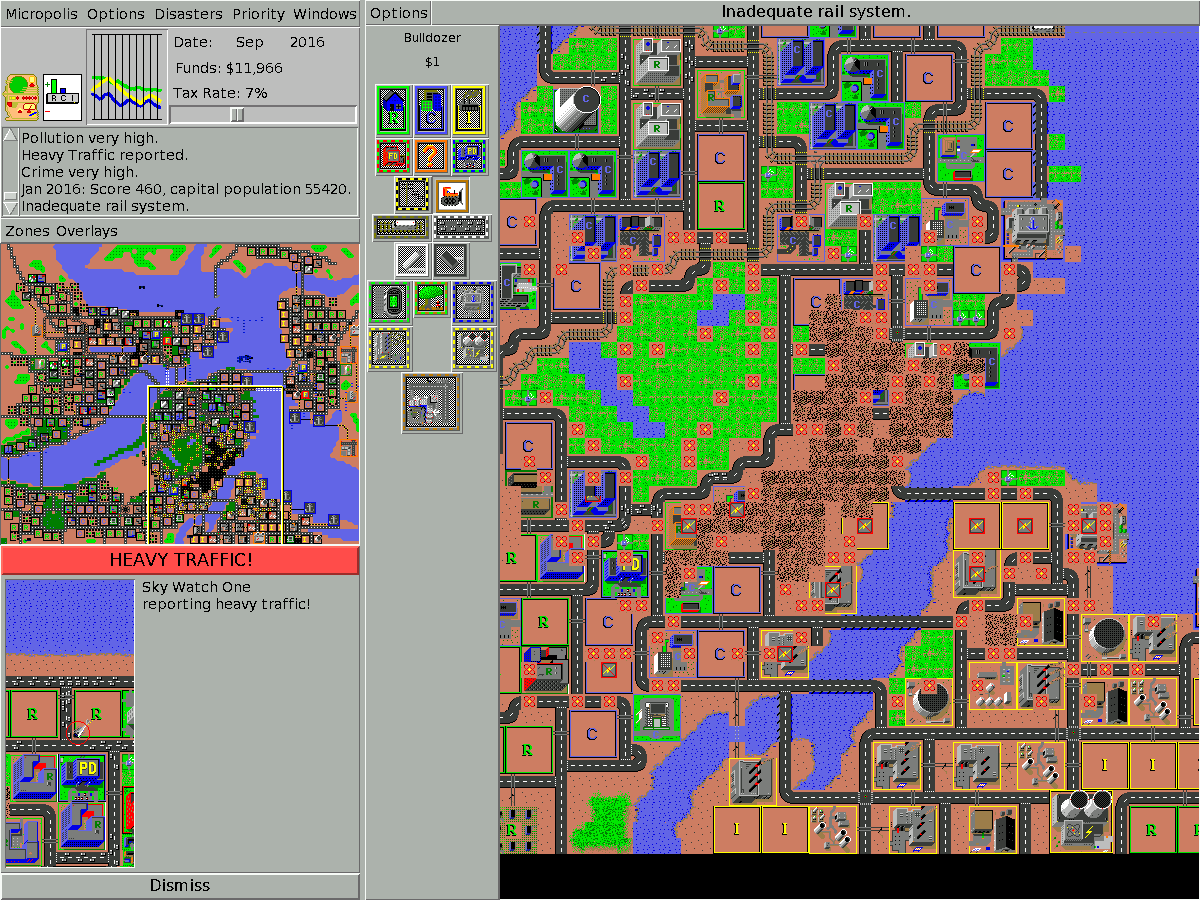
Велике місто, яке тільки після вибуху АЕС

У SimCity у гравця зазвичай немає певної мети, по досягненні якої гра закінчується. Гравець управляє містом, виступаючи в ролі мера. Йому надається можливість збирати податки, будувати міські будівлі і прокладати дороги. Звичайно, в руках мера далеко не всі аспекти життя міста — він не може, наприклад, наказувати, де будувати приватні будинки, а може тільки планувати територію, розділяючи її на комерційні, житлові і промислові зони. Ці зони згодом забудовуються жителями міста. У разі, якщо привабливість даної зони в очах міських жителів низька (причиною чого можуть бути високі податки в даній сфері або недостатній розвиток інших міських зон), вона не буде забудовуватися.
Мер має можливість будувати будівлі, що знаходяться в міській власності, в першу чергу електростанції, поліцейські ділянки, пожежні депо, лікарні, школи і коледжі, а також будівлі, що відносяться до системи міського водопостачання.
Спочатку гра була випущена для персонального комп'ютера, але потім з'явилися версії для більшості існуючих тоді консолей.
У січні 2008 код оригінального SimCity був відкритий і тепер розповсюджується під ліцензією GPLv3. Права на ім'я «SimCity» належать Electronic Arts, тому відкритий проєкт був перейменований в Micropolis.

## Розробка

### Версії для різних платформ
| Платформа                  | Дата релізу                                                                     |
| -------------------------- | ------------------------------------------------------------------------------- |
| MS-DOS                     | Північна Америка — 1989                                                         |
| Macintosh                  | Північна Америка — 1989                                                         |
| C64                        | 1989                                                                            |
| ZX Spectrum                | 1989                                                                            |
| Amiga                      | Північна Америка — 1989                                                         |
| Atari ST                   | Північна Америка — 1989                                                         |
| Amstrad CPC                | Європа — 1990                                                                   |
| BBC Micro / Acorn Electron | 1990                                                                            |
| Windows                    | Північна Америка — 1991                                                         |
| SNES                       | Японія — 26 квітня 1991 Північна Америка — серпня 1991 Європа — 24 вересня 1992 |
| Virtual Console            | Європа — 29 грудня, 2006                                                        |

Спочатку гра була випущена для персонального комп'ютера, але потім з'явилися версії для більшості існуючих тоді консолей.
У січні 2008 року код оригінальної SimCity був відкритий і тепер поширюється під ліцензією GPLv3. Права на ім'я «SimCity» належать Electronic Arts, тому відкритий проєкт був перейменований в Micropolis.